# Championnat d'Europe de futsal des moins de 19 ans 2025
Navigation
Euro -19 ans 2023 Euro -19 ans 2027
Le Championnat d'Europe de futsal des moins de 19 ans 2025 est la quatrième édition du Championnat d'Europe de futsal des moins de 19 ans, compétition organisée par l'UEFA. Il se déroule en Moldavie du 28 septembre au 5 octobre 2025. Les matches ont lieu au sein de la Chișinău Arena à Chișinău.

Huit équipes participent au tournoi final. Et, les joueurs nés après le 1er janvier 2006 peuvent participer à cette compétition.
Le Portugal est le tenant du titre.

## Villes et salles retenues
| Salle          | Chișinău Arena |
| -------------- | -------------- |
| \| Chișinău \| | Chișinău Arena |
| Ville          | Chișinău       |
| Capacité       | 5 000 places   |
| Chișinău       |                |

## Équipes participantes
| Pays     | Qualification      | Nombre de participations |
| -------- | ------------------ | ------------------------ |
| Moldavie | Nation hôte        | Première participation.  |
| Italie   | Vainqueur Groupe 1 | 2 (2022, 2023).          |
| Espagne  | Vainqueur Groupe 2 | 3 (2019, 2022, 2023).    |
| Portugal | Vainqueur Groupe 3 | 3 (2019, 2022, 2023).    |
| Slovénie | Vainqueur Groupe 4 | 1 (2023).                |
| Ukraine  | Vainqueur Groupe 5 | 3 (2019, 2022, 2023).    |
| Tchéquie | Vainqueur Groupe 6 | Première participation.  |
| Turquie  | Vainqueur Groupe 7 | Première participation.  |

## Phase de groupes
Le tirage au sort de la phase finale a lieu le 15 mai à Chișinău.

### Groupe A
| Rang | Équipe   | Pts | J | G | N | P | Bp | Bc | Diff |
| ---- | -------- | --- | - | - | - | - | -- | -- | ---- |
| 1    | Moldavie | 0   | 0 | 0 | 0 | 0 | 0  | 0  | 0    |
| 2    | Portugal | 0   | 0 | 0 | 0 | 0 | 0  | 0  | 0    |
| 3    | Italie   | 0   | 0 | 0 | 0 | 0 | 0  | 0  | 0    |
| 4    | Ukraine  | 0   | 0 | 0 | 0 | 0 | 0  | 0  | 0    |

| Date              | Lieu                     | Équipe 1 | Résultat | Équipe 2 |
| ----------------- | ------------------------ | -------- | -------- | -------- |
| 28 septembre 2025 | Chișinău Arena, Chișinău | Moldavie | –        | Ukraine  |
| 28 septembre 2025 | Chișinău Arena, Chișinău | Portugal | –        | Italie   |
| 29 septembre 2025 | Chișinău Arena, Chișinău | Italie   | –        | Moldavie |
| 29 septembre 2025 | Chișinău Arena, Chișinău | Ukraine  | –        | Portugal |
| 1er octobre 2025  | Chișinău Arena, Chișinău | Moldavie | –        | Portugal |
| 1er octobre 2025  | Chișinău Arena, Chișinău | Italie   | –        | Ukraine  |

### Groupe B
| Rang | Équipe   | Pts | J | G | N | P | Bp | Bc | Diff |
| ---- | -------- | --- | - | - | - | - | -- | -- | ---- |
| 1    | Slovénie | 0   | 0 | 0 | 0 | 0 | 0  | 0  | 0    |
| 2    | Espagne  | 0   | 0 | 0 | 0 | 0 | 0  | 0  | 0    |
| 3    | Turquie  | 0   | 0 | 0 | 0 | 0 | 0  | 0  | 0    |
| 4    | Tchéquie | 0   | 0 | 0 | 0 | 0 | 0  | 0  | 0    |

| Date              | Lieu                     | Équipe 1 | Résultat | Équipe 2 |
| ----------------- | ------------------------ | -------- | -------- | -------- |
| 28 septembre 2025 | Chișinău Arena, Chișinău | Slovénie | –        | Tchéquie |
| 28 septembre 2025 | Chișinău Arena, Chișinău | Espagne  | –        | Turquie  |
| 29 septembre 2025 | Chișinău Arena, Chișinău | Turquie  | –        | Slovénie |
| 29 septembre 2025 | Chișinău Arena, Chișinău | Tchéquie | –        | Espagne  |
| 1er octobre 2025  | Chișinău Arena, Chișinău | Turquie  | –        | Tchéquie |
| 1er octobre 2025  | Chișinău Arena, Chișinău | Slovénie | –        | Espagne  |

## Phase à élimination directe
|  | Demi-finales   | Demi-finales   | Demi-finales   | Demi-finales   |  |  | Finale         | Finale         | Finale         | Finale         |
|  |                |                |                |                |  |  |                |                |                |                |
|  | 3 octobre 2025 | 3 octobre 2025 | 3 octobre 2025 | 3 octobre 2025 |  |  | 5 octobre 2025 | 5 octobre 2025 | 5 octobre 2025 | 5 octobre 2025 |
|  |                |                |                |                |  |  | 5 octobre 2025 | 5 octobre 2025 | 5 octobre 2025 | 5 octobre 2025 |
|  |                |                |                |                |  |  | 5 octobre 2025 | 5 octobre 2025 | 5 octobre 2025 | 5 octobre 2025 |
|  |                |                |                |                |  |  | 5 octobre 2025 | 5 octobre 2025 | 5 octobre 2025 | 5 octobre 2025 |
|  |                |                |                |                |  |  |                |                |                |                |
|  | 3 octobre 2025 |                |                |                |  |  |                |                |                |                |
|  |                |                |                |                |  |  |                |                |                |                |
|  |                |                |                |                |  |  |                |                |                |                |
|  |                |                |                |                |  |  |                |                |                |                |
|  |                |                |                |                |  |  |                |                |                |                |
|  |                |                |                |                |  |  |                |                |                |                |

### Demi-finales
| 3 octobre 2025 |  | –   |  | Chișinău Arena, Chișinău |
|                |  | (-) |  |                          |

| 3 octobre 2025 |  | –   |  | Chișinău Arena, Chișinău |
|                |  | (-) |  |                          |

### Finale
| 5 octobre 2025 |  | –   |  | Chișinău Arena, Chișinău |
|                |  | (-) |  |                          |